# Nyala (Soedan)

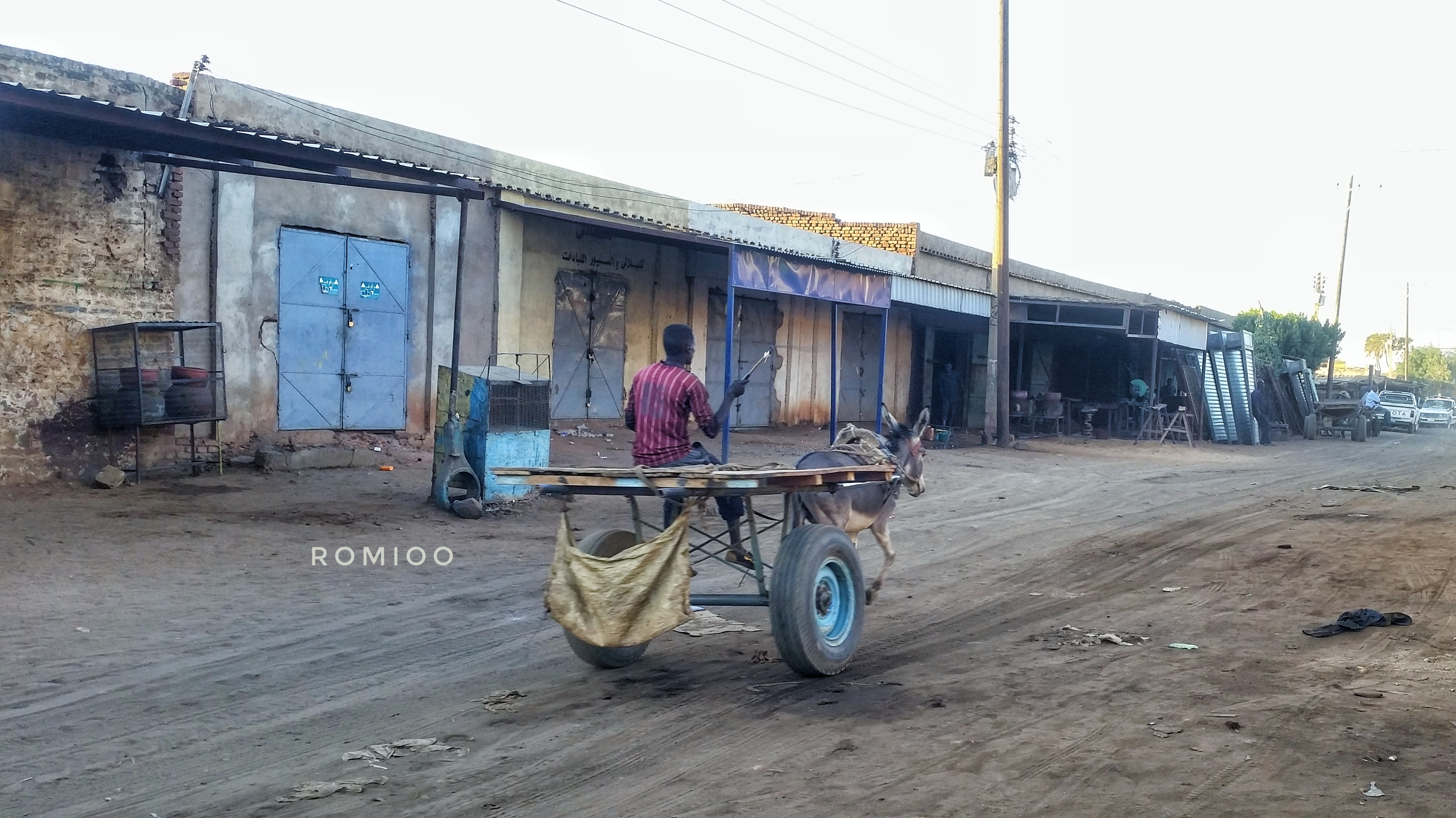
Nyala

Nyala (نيالا Niyālā) is een stad in Soedan en de hoofdstad van de regio Zuid-Darfoer (جنوب دارفور Janūb Dārfūr). Er wonen naar schatting een half miljoen mensen
De stad ligt op een hoogte van 673 m. De belangrijkste industrieën zijn leder- en textielproductie en het verwerken van voedsel.